# Навколо Сонця
«Навколо Сонця» (англ. Ring Around the Sun) — науково-фантастичне оповідання американського письменника Айзека Азімова, вперше опубліковане у травні 1940 журналом  Future Fiction. Увійшло до збірки «Ранній Азімов» (1972).

## Сюжет
Тернер і Снід два хвальковиті пілоти Юнайтед Спейс Меіл. Їх завданням є пілотування нового корабля «Геліос» з Землі до Венери, коли та знаходиться в протифазі. «Геліос» оснащений новим силовим полем, що дозволяє йому відхиляти сонячне випромінювання, щоб пройти близько Сонця, скорочуючи тривалість поїздки від звичайних шести місяців до двох.
Поле включається автоматично при наближенні до Сонця, але після цього пілоти виявляють, що температура на кораблі починає падати. Доки вони встигли покинути околиці Сонця, температура впала до −40 за Фаренгейтом.
Коли Тернер і Снід нарешті досягли Венери, вони прийшли з погрозами до свого керівника, але той пояснює їм, що якби вони читали письмові інструкції, то знали б, що інтенсивність захисного поля можна було регулювати таким чином, щоб підтримувати комфортну внутрішню температура всередині корабля. Присоромлені хвальки на вулиці починають з'ясовувати стосунки між собою.

## Цікаві факти
- Температура −40 °C точно дорівнює −40° за Фаренгейтом.